# Bail commercial
Le bail commercial est un bail contracté pour l'activité ou l'exploitation d'une société commerciale. Dans ce contrat de droit commercial, le locataire est nommé Preneur, le propriétaire est nommé Bailleur.

## Droit français
Cette matière est régie dans son ensemble par les articles L145-1 à L145-60 et R145-1 à R145-38 du code de commerce, par les dispositions supplétives et-ou impératives des articles 1709 et suivants du Code civil, par des textes issus de multiples codes : civil, monétaire et financier, construction et habitation, environnement, urbanisme, santé publique, expropriation, copropriété, procédure civile, assurances, général des impôts, code pénal, mais aussi par de diverses lois et décrets, hors-codes et certains adages latins ou maximes juridiques : Pacta sunt servanda, Interpretatio cessat in claris, Fraus omnia corrumpit.

## Droit québécois
En droit québécois, le bail commercial est régi par les articles 1851 à 1891 du Code civil du Québec. Cette section du Code civil crée des règles générales en matière de baux. Ces règles générales sont presque toutes supplétives, tandis que les règles spécifiques du bail résidentiel (art. 1892-1978 C.c.Q.) sont dans une section distincte et sont d'ordre public.